# Felipe López Gutiérrez
Felipe López Gutiérrez (Jalisco, México, 30 de diciembre de 1995) es un futbolista mexicano, juega como portero y su actual equipo es el Club Deportivo Leones Negros de la U. de G. de la Liga de Expansión MX.

## Trayectoria

### FC Juárez
El día 9 de julio de 2020 se hace oficial su tranferencia al FC Juárez.
Anteriormente jugaba en Leones Negros

## Estadísticas
Actualizado al último partido jugado el 2 de mayo de 2023.
| Leones Negros · México              |               |               |     |   |   |   |   |     |     |   |
| 2ª                                  | 2015-16       | 0             | 0   | 2 | 0 | - | - | 2   | 0   |   |
| 2ª                                  | 2016-17       | 0             | 0   | 0 | 0 | - | - | 0   | 0   |   |
| 2ª                                  | 2017-18       | 33            | 0   | 3 | 0 | - | - | 36  | 0   |   |
| 2ª                                  | 2018-19       | 30            | 0   | 0 | 0 | - | - | 30  | 0   |   |
| 2ª                                  | 2019-20       | 22            | 0   | 3 | 0 | - | - | 25  | 0   |   |
| 2ª                                  | 2021-22       | 25            | 0   | - | - | - | - | 25  | 0   |   |
| 2ª                                  | 2022-23       | 19            | 0   | - | - | - | - | 19  | 0   |   |
| Total club                          | Total club    | 129           | 0   | 8 | 0 | 0 | 0 | 137 | 0   |   |
| F. C. Juárez · México               |               |               |     |   |   |   |   |     |     |   |
| 1ª                                  | 2020-21       | 0             | 0   | - | - | - | - | 0   | 0   |   |
| Total club                          | Total club    | 0             | 0   | 0 | 0 | 0 | 0 | 0   | 0   |   |
| Total carrera                       | Total carrera | Total carrera | 129 | 0 | 8 | 0 | 0 | 0   | 137 | 0 |
| (1)Incluye datos de la Copa México. |               |               |     |   |   |   |   |     |     |   |

## Palmarés

### Títulos nacionales
| Título               | Club          | País   | Año    |
| -------------------- | ------------- | ------ | ------ |
| Liga de Expansión MX | Leones Negros | México | C-2025 |